# Zhao Wei (Aktivistin)
Zhao Wei (geb. 1991) ist eine chinesische Rechtsanwaltsgehilfin, die wegen ihres politischen Aktivismus verhaftet und im Geheimen von Behörden in China eingesperrt wurde. Es gab Berichte, dass sie im Juli 2016 freigelassen worden sei, doch konnten diese nicht bestätigt werden. Zhao Wei war Assistentin des Menschenrechtsanwalts Li Heping aus Peking. Sie unterstützte Li Heping bei Fällen, in denen er Opfer von rechtswidrigen Zwangsräumungen und anderen Menschenrechtsverletzungen vertrat.

## Rechtsanwälte und Aktivisten in China eingesperrt
Im Juli 2015 wurde Zhao heimlich festgenommen, als die Regierung eine Offensive gegen Menschenrechtsanwälte begann, bei der mehr als 200 Juristen und Assistenten im Zuge der Razzia eingesperrt wurden. Viele von ihnen befinden sich immer noch in Gewahrsam. Zhao wurde unter dem Verdacht der „Aufstachelung zur Untergrabung der Staatsmacht“ in der Haftanstalt Nr. 1 in Tianjin eingesperrt. Laut South China Morning Post ist sie mit 24 Jahren die jüngste Person, die im Zuge der Niederschlagung festgenommen wurde, und bis dahin als Assistentin für den prominenten Menschenrechtsanwalt Li Heping arbeitete.
Nachdem Zhao in Gewahrsam genommen worden war, engagierte ihre Mutter den Anwalt Ren Quanniu. Ren wurde Ende Juli von der Behörde für Öffentliche Sicherheit in Tianjin informiert, dass Zhao Wei inhaftiert worden sei, weil sie verdächtigt werde, Streit und Ärger provoziert zu haben. Laut Amnesty International wurde ihm am 22. September 2015 mitgeteilt, dass seine Mandantin „an einem bestimmten Ort unter häuslicher Überwachung“ stehe, da sie der „Anstiftung zum Umsturz der Regierung“ beschuldigt werde. Ihr Anwalt reichte mehrere Anträge ein, um Zhao zu sehen und zu sprechen, doch wurden diese alle mit der Begründung abgelehnt, dass sie in einen Fall verwickelt sei, bei dem es um die „Gefährdung der nationalen Sicherheit“ gehe, und er die Ermittlungen stören würde. Ren Quanniu und die Mutter von Zhao Wei wurden laut Amnesty International am 11. Januar 2016 von der Behörde für Öffentliche Sicherheit darüber informiert, dass Zhao am 8. Januar offiziell wegen mutmaßlichen „Umsturzes der Regierung“ inhaftiert und in der Haftanstalt Nr. 1 in Tanjin festgehalten wird.
Weitere Personen, die während der Verhaftungswelle von den Behörden Chinas inhaftiert wurden, sind unter anderem der Rechtsanwalt Li Heping und seine Arbeitskollegin Gao Yue, die Rechtsanwälte Wang Yu (Rechtsanwältin), Zhou Shifeng, Li Shuyun und Xie Yanyi sowie der Kanzleigehilfe Liu Sixin und die Aktivisten Wu Gan, Hu Shigen und Gou Hongguo.
Laut Amnesty International sind seit Beginn der beispiellosen landesweiten Maßnahmen der chinesischen Behörden gegen Anwälte und Aktivisten am 9. Juli 2015 „bereits mindestens 248 Personen inhaftiert und verhört worden. Zu den Betroffenen gehören Menschenrechtsanwälte, deren Mitarbeiter und sogar ihre Angehörigen.“ Davon wurden mindestens 14 Anwälte beziehungsweise Aktivisten offiziell inhaftiert. Des Weiteren weist Amnesty darauf hin, dass gegen zehn von ihnen Anklage wegen Straftaten erhoben wurde, die die Sicherheit des Staates gefährden. Dabei wurde allen Inhaftierten rechtlicher Beistand und Familienbesuche verweigert.

## Bericht der Freilassung
Am 7. Juli 2016, fast genau 12 Monate nach Zhaos Festnahme, gaben Behörden ihre Freilassung bekannt. Zhao Wei wurde nach ihrem „Bekenntnis zu ihrem Verbrechen“ freigelassen und hatte nach Aussage des Amts für Öffentliche Sicherheit in Tianjin eine gute Haltung gezeigt. Laut South China Morning Post sagte ihr Ehemann You Minglei, dass er vermute, dass seine Frau gezwungen wurde, Berichte zu schreiben. In einem Interview mit der South China Morning Post sagte Zhao selbst, dass sie bei ihren Eltern wohne, jedoch konnte die Zeitung ihren Aufenthaltsort nicht bestätigen.
Nach ihrer Freilassung schrieb Zhao, die laut South China Morning Post als „Koala“ bekannt ist, eine Weibo-Botschaft, in der sie sagte: „Der Nachmittagssonnenschein und der Hauch freier Luft ist wunderbar. Ich bin der Koala, den ihr vermisst habt. Mir geht es gut.“ Sie dankte ihren Familienangehörigen für ihre Unterstützung sowie den Polizisten, die sie „wie eine Familienangehörige behandelt hätten“ und erwähnte, dass sie einfach nur einen Moment des Friedens und der Stille genießen und mit Mama und Papa Zeit verbringen möchte.
Laut South China Morning Post waren Menschen, die sie kannten, über ihre dramatische Verhaltensänderung überrascht; einige hinterfragten, ob sie gezwungen wurde Reueberichte zu verfassen. Als Zhao mit der Zeitung telefonierte, erwähnte sie, dass sie in einem Reuebericht folgendes geschrieben habe: „Ich habe erkannt, dass ich den falschen Weg genommen habe. Ich bereue, was ich getan habe. Ich bin jetzt ein ganz neuer Mensch.“
Zhaos Ehemann You Minglei sagte, er könne nicht mit Zhao in Verbindung treten, und glaube auch nicht, dass sie wirklich frei sei. Auch bezweifle er, dass sie diese Beiträge freiwillig geschrieben habe, sondern vermutete, dass dies unter Zwang geschehen war. You wollte nach dieser Äußerung innerhalb der nächsten ein zwei Tage von Peking aus nach Henan zum elterlichen Wohnort Zhaos in Jiyuan, Provinz Henan, reisen, um dort mehr zu erfahren, fand jedoch weder ihre Eltern noch Zhao dort vor.

## Hintergrund
Tom Phillips vom Guardian berichtete im Januar 2016 über ein Gespräch mit Zhaos Mutter Zheng Ruixia. Sie erzählte ihm, dass Zhao an einem warmen Sommertag ihre Heimatstadt verließ, um in die Hauptstadt Chinas zu reisen. Dort wollte sie die juristische Staatsprüfung ablegen, in der Hoffnung, eine gute Menschenrechtsanwältin zu werden. „Sie sah gut aus“, erinnerte sich ihre Mutter weinend an ihre letzten Momente mit ihrer Tochter. „Sie war so glücklich, als sie in den Zug einstieg.“ Sieben Monate später waren laut Phillips die Träume der vermeintlichen Anwältin ruiniert.
Zhaos Verwandte und Freunde beschrieben sie als eine lebhafte und gutherzige junge Frau, die nun hinter Gittern sei und mit einer Anklage der politischen Subversion konfrontiert werde, die sie für den Rest ihres Lebens in Haft bringen könnte.
Zhao wurde 1991 geboren und wuchs in einem mittelständischen Zuhause in Jiyuan, einer kleinen Stadt etwa 740 Kilometer südwestlich von Peking, in der Provinz Henan auf. Jiyuan soll eine der am meisten benachteiligten Regionen Chinas sein. Zhaos Mutter, die ihr den Kosenamen „Weiwei“ gab, beschrieb sie als ein aufgewecktes und kontaktfreudiges jungenhaftes Mädchen, die den Wunsch hatte, den Bedürftigen zu helfen: „Sie ist jemand, die Unrecht wie Gift hasst. Schon als Kind war sie so.“ Dieser Idealismus veranlasste Zhao dazu 2009, im Alter von 18 Jahren, an der Universität Jiangxi in Nanchang Journalismus zu studieren. Sie stürzte sich in die soziale Arbeit und setzte sich unter anderem dafür ein, dass Menschen mehr Bewusstsein über Themen wie beispielsweise HIV erlangen. Laut ihrer Mutter sah sie so viel Ungleichheit in der Gesellschaft, dass sie den Schutzlosen helfen wollte.
In ihrem letzten Studienjahr wurde Zhao von ihrer Mutter davor gewarnt, sich nicht an politischem Aktivismus zu beteiligen, doch ließ sich Zhao nicht davon abbringen: „Ich bin hier, um die Gesellschaft zu verändern, nicht um mich daran zu gewöhnen.“ Zhao war interessiert daran, bei Chinas „Weiquan“ beziehungsweise Menschenrechtsanwälten mitzuarbeiten und schloss sich ihnen an.
Im August 2014, nachdem sie ihr Studium absolviert hatte, ging Zhao nach Peking und arbeitete ab dem 8. Oktober 2014 für Li Heping, einem angesehenen christlichen Anwalt, der für die Verteidigung von Dissidenten, verfolgten religiösen Gruppen, wie beispielsweise die Verfolgung von Falun Gong, und Umweltaktivisten bekannt war. Nachdem die Razzia am 10. Juli 2005 begonnen hatte, erschienen an Zhaos Haustür in Peking zehn unbekannte Männer, die ihre Wohnung plünderten und anschließend die junge Rechtsanwaltsgehilfin fortbrachten. Seitdem wurde Zhao nicht mehr gesehen.